# Дети смотрят на нас
«Дети смотрят на нас» (итал. I bambini ci guardano) — итальянская чёрно-белая драма режиссёра Витторио Де Сики по роману Чезаре Джулио Виолы «Прико» (итал. Pricò). Премьера фильма состоялась 27 октября 1944 году.

## Сюжет
Четырёхлетний Прико очень переживает уход матери Нины с её любовником Роберто. Его отец Андреа посылает мальчика к тётке. От неё Прико переезжает к бабушке.
Когда мальчик заболевает к нему возвращается мать. Нина клянётся забыть Роберто, как бы тот не стремился встретиться с ней. Вся семья в надежде на восстановление уезжает на выходные в Итальянскую Ривьеру. 
После того, как Андреа покинул их из-за работы, Нина вновь встречается с Роберто. Потрясённый клятвопреступлением матери Прико сбегает, однако полицейские находят его и привозят обратно.
Вернувшись в родной город, перед тем, как войти в дом Нина, сославшись на выполнение поручения, отправляет Прико к отцу. Вскоре вместе с Андреа мальчик понимает настоящую причину отсутствия матери. Потрясённый новым бегством жены, Андреа посылает сына в школу-интернат, а сам совершает самоубийство. О смерти отца Прико узнаёт в школе, куда приезжают Нина и верная гувернантка Аньез, чтобы мальчику было не так тягостно. Прико находит утешение в обществе служанки.

## В ролях
- Лучано Де Амброзис — Прико
- Эмилио Чиголи — Андреа, отец
- Иза Пола — Нина, мать
- Адриано Римольди — Роберто, любовник Нины
- Джованна Чиголи — Аньез, гувернантка
- Иона Фриджерио — бабушка
- Мария Гардена — сеньора Уберти
- Дина Пербеллини — Дзия Берелли
- Николетта Пароди — Джулиана
- Текла Скарано — сеньора Реста
- Эрнесто Калиндри — Клаудио
- Олинто Кристина — ректор
- Марио Галлина — врач
- Дзаира Ля Фратта — Паолина
- Армандо Мильиари — командор
- Гвидо Моризи — Джиджи Сбарлани

## Съёмочная группа
- Режиссёр-постановщик: Витторио Де Сика
- Сценаристы: Чезаре Джулио Виола, Адольфо Франчи, Маргерита Мальионе, Чезаре Дзаваттини, Герардо Герарди, Витторио Де Сика, Мария Докселофер (нет в титрах), Марио Моничелли (нет в титрах)
- Продюсер: Франко Магли
- Операторы: Джузеппе Караччоло, Ромоло Гаррони
- Композитор: Ренцо Росселлини
- Художник-постановщик: Амлето Бонетти
- Монтажёр: Марио Бонотти
- Звукорежиссёры: Тулло Пармеджани, Бруно Бруначчи (нет в титрах)